# 장이 (대만의 여자 배우)
장이(蔣怡, 영문명(英文名)은 Coco Jiang이었으며 나중에 Coco Chiang으로 개명(改名) 사용, 1977년 5월 12일 ~ )는 중화인민공화국에서 출생한 중화민국 국적의 여성 영화배우, 텔레비전 연기자, 모델, 가수이다.

## 생애

### 어린 시절
중화인민공화국 장쑤성 창저우에서 출생하였으며 지난날 한때 3세 때에서 5세 때까지 중화인민공화국 장쑤성 쑤저우에 잠시 유아기를 보낸 적이 있는 그녀는 이후 5세 때 직계 일가족과 함께 중화민국 타이완 타이베이로 이주하였다.

### 연예 분야 활동
1998년 중화인민공화국 상하이에서 패션 모델로 첫 데뷔하였고 2002년 중화민국 영화 《애정령약(愛情靈藥)》의 단역으로 영화배우 데뷔하였으며 2003년 중화인민공화국 홍콩 특별행정구 영화 《요야회랑(妖夜迴廊)》에 단역 출연하였고 이어 같은 해 홍콩에서 광고 모델 데뷔하였다. 2006년부터는 중화민국 텔레비전 드라마에도 출연하기 시작하였고 2007년에는 중화민국에서 가수로도 데뷔하였다.

## 필모그래피
- 뉴 폴리스 스토리(2004년): 5인조 갱단 홍일점 주소 역.

## 학력
- 1998년 중화인민공화국 광둥 성 광저우 외국어전문학원 영어학과 전문학사